# Велика синагога у Сенти
Велика синагога у Сенти је била ашкенашка синагога која је радила у граду Сенти у северној Србији између 1873. и 1944. године. Године 1957. зграда је уништена, на њеном месту је основан медицински центар, а спомен је основан у знак сећања на синагогу.

## Историја
Јеврејска заједница је основана у Сенти током 18. века. Јеврејско гробље је свечано отворено 1775. године, а 1817. године на његовом месту је подигнут микве. Током револуције 1848. године у Мађарској, српски милиционер је убио рабина заједнице Исера Улмана. Након раскола у мађарском јеврејству, у заједници су постојале две струје: мала хасидска заједница и велика православна заједница Ашкеназа. Почетком 20. века дошло је до расцепа у заједници Ашкеназа. Заједница Ашкеназа у граду се поделила на православце и неологисте.  Рабин Шломо Клајн из заједнице Ашкеназа остао је са православном фракцијом, а Херман Швајгер је постављен за рабина Неолошке заједнице.
Припадници заједнице Ашкеназа углавном су говорили мађарски и тако су се молиле и у време Југославије. Хасиди и Ашкенази су се до 1915. молили у истој синагоги, али када се број неолога у заједници Ашкеназа повећао, хасиди су прешли да се моле одвојено. У почетку у привременом објекту, а касније, 1928. године, у сопственој синагоги. Године 1932. Александар Еренфелд је изабран за рабина заједнице Ашкеназа и водио је компромисну линију између неолога и православаца. За његово време, Талмуд Тора и микве су успостављени у близини Велике синагоге.

Већина чланова заједнице Ашкеназа били су трговци, а неки од њих су били професионалци и службеници у локалној управи и трговинском механизму. Године 1920. основано је локално ционистичко удружење и ционистичко омладинско и спортско удружење под називом "Херој". Током 30-их година 20. века у Сенти су деловала друштва покрета „Плаво-бели“ и Беитар.  
До оснивања синагоге, чланови заједнице су се молили у колиби. Прва синагога је уништена у пожару. У марту 1872. године општина се обратила локалним властима са захтевом за добијање дозволе за изградњу нове синагоге и тражила је и буџетску помоћ од 2.000. Велелепно здање свечано је отворено 1. јула 1873. године, а цена пројекта износила је 20.000 форинти. Зграда је имала 8 тешких врата од храстовине. Прозори су били дугачки 2,44 метра и широки 1,22 метра. 
Зграда се налази у уздужној оријентацији од запада ка истоку и на источном крају молитвене сале налази се Ковчег завета. Синагога је имала поткровље до које се долазило спиралним степеништем. Платформа се налазила у центру молитвене сале и била је окружена металном преградом. Неколико лустера је окачено са плафона за осветљење. Године 1909. зграда је реновирана. Подручје синагоге постепено је постајало комплекс за заједницу Ашкеназа, а поред њега су изграђени микве, кошер месара, пекара, друштвени центар, кошер ресторан и резиденција рабина заједнице.
Заједница Сенте је уништена у холокаусту, било на принудном раду, углавном чишћењу мина на источном фронту, или у логорима истребљења као део холокауста мађарских Јевреја. Неколико десетина се вратило у Сенту након рата, а већина је емигрирала у Израел након његовог оснивања. Године 1957. зграда синагоге је уништена. 